# Sander Schimmelpenninck
Sander Cornelis graaf Schimmelpenninck (Hengelo, 26 juni 1984) is een Nederlands opinieschrijver, opiniemaker en presentator. Van 2016 tot en met september 2020 was hij hoofdredacteur van het tijdschrift Quote. Sinds september 2019 is hij columnist van dagblad de Volkskrant. Met zijn studievriend Jaap Reesema en Titus van Dijk richtte hij het productiebedrijf Tonny Media op dat podcasts maakt, waaronder de Zelfspodcast.

## Levensloop

### Jeugd en opleiding
Schimmelpenninck is een telg uit de grafelijke tak van het geslacht Schimmelpenninck en zoon van de oud-rentmeester van kasteel Twickel Albert Hieronymus Schimmelpenninck en radiologe Marie Liesbeth Henriëtte Helène Scheiffers. Hij groeide op in Diepenheim. Hij ging naar het Bataafs Lyceum in Hengelo en behaalde zijn gymnasiumdiploma aan het Staring College te Lochem. Daarna studeerde hij rechten aan de Erasmus Universiteit in Rotterdam, waar hij lid was van het Rotterdamsch Studenten Corps, en de Bocconi-universiteit in Milaan.

## Loopbaan
Na zijn studie werkte Schimmelpenninck drie jaar als advocaat-stagiair op de Amsterdamse Zuidas bij advocatenkantoor Houthoff Buruma. Daarna begon hij met zijn studievriend Jaap Reesema pizzarestaurant Pink Flamingo in Amsterdam.
In 2013 begon Schimmelpenninck als redacteur bij het zakenblad Quote. In 2016 volgde hij Mirjam van den Broeke op als hoofdredacteur. Na ruim drie jaar kondigde hij zijn vertrek aan om zich te gaan richten op nieuwe projecten.
Sinds 2019 is hij columnist bij dagblad de Volkskrant.
Daarnaast is Schimmelpenninck in 2019 samen met Reesema een podcast gestart genaamd de Zelfspodcast, waarin zij hun dagelijkse leven bespreken aan de hand van verschillende onderwerpen per aflevering.
Op 6 oktober 2020 wonnen zij samen de prijs voor beste podcast tijdens de Online Radio Awards.
Eind 2020 richtte hij samen met Reesema en Titus van Dijk het mediabedrijf Tonny Media op, waarmee ze voornamelijk podcasts produceren, waaronder sinds januari 2021 Geuze & Gorgels en Marc-Marie & Aaf vinden iets.

### Televisie

#### WNL (2018–2020)
Het eerste televisieprogramma dat Schimmelpenninck maakte was in 2018 De Opvolgers voor WNL. In dat jaar was hij winnaar van de tv-quiz De Slimste Mens. Vanaf 9 januari 2020 tot eind augustus van dat jaar presenteerde hij met Welmoed Sijtsma op donderdagavond de NPO-talkshow Op1. Hij werd opgevolgd door Jort Kelder. Daarvoor en daarna was hij zelf regelmatig te gast in talkshows als Beau, De Wereld Draait Door en Jinek.
Naast zijn werk bij Op1 maakte Schimmelpenninck vanaf april 2020 op NPO 1 een seizoen van Dragons' Den, waarin beginnende ondernemers op zoek gaan naar een (groep) investeerder(s) om hun eigen bedrijf te pitchen. Ook hier was Jort Kelder zijn opvolger.

#### VPRO (2020–heden)
Met Thomas Erdbrink, Noord-Europa correspondent van The New York Times, maakte hij in 2020 een eenmalige special over de Zweedse aanpak rondom het coronavirus: Zweden doen het anders. In 2021 ontwikkelde Schimmelpenninck het programma Sander en de Kloof, over sociale ongelijkheid, dat in 2022 op de televisie verscheen. Het programma werd genomineerd voor een Televizierring in de categorie 'Impact'. De liberale jongerenorganisatie JOVD, gelieerd aan de VVD, benoemde Schimmelpenninck vanwege dit programma tot 'liberaal van het jaar'. Vanaf oktober 2023 werd zijn programma Sander versus de socials uitgezonden, over de invloed van sociale media op de samenleving en politiek.
| Televisieprogramma's | Televisieprogramma's     | Televisieprogramma's | Televisieprogramma's |
| Jaar                 | Programma                | Zender (Omroep)      | Rol                  |
| -------------------- | ------------------------ | -------------------- | -------------------- |
| 2018                 | De Opvolgers             | NPO 2 (WNL)          | Presentator          |
| 2020                 | Op1                      | NPO 1 (WNL)          | Presentator          |
| 2020                 | Dragons' Den             | NPO 1 (WNL)          | Presentator          |
| 2020                 | Zweden Doen Het Anders   | NPO 2 (VPRO)         | Presentator          |
| 2021                 | Sander en de kloof       | NPO 3 (VPRO)         | Presentator          |
| 2022                 | College Tour             | NPO 2 (KRO-NCRV)     | Gast                 |
| 2023                 | Sander versus de socials | NPO 3 (VPRO)         | Presentator          |

## Bestseller 60
| Boeken met noteringen in de Nederlandse Bestseller 60 | Jaar van verschijnen | Datum van binnenkomst | Hoogste positie | Aantal weken | Opmerkingen                           |
| ----------------------------------------------------- | -------------------- | --------------------- | --------------- | ------------ | ------------------------------------- |
| Elite gezocht                                         | 2019                 | 10-04-2019            | 32              | 2            | in samenwerking met Ruben van Zwieten |
| Sander en de brug                                     | 2023                 | 25-01-2023            | 1(1wk)          | 11           |                                       |
| De domheid regeert                                    | 2024                 | 06-11-2024            | 1(1wk)          | 18           |                                       |

## Persoonlijk
Schimmelpenninck kreeg met zijn Zweedse vriendin Lotta Klemming een dochter in 2023. Hij is supporter van FC Twente.

## Verder lezen
- Ronald Ockhuysen, "Sander Schimmelpenninck: ‘Ik bleek minder geschikt dan ik zelf veronderstelde’", Het Parool, 25 september 2020.
- Leon Verdonschot, "Sander Schimmelpenninck (37): 'Ik ben de grootste feminist van Nederland'", LINDA., 25 november 2021.
- Tim Fraanje; Raymond van Mill, "Sander Schimmelpenninck wil dat iedereen werkt, ook mensen met veel vermogen", Vice, 3 januari 2022.
- Dana Ploeger, "Sander Schimmelpenninck zet deze zomer zijn telefoon uit. ‘Ik laat me minder opfokken’", Trouw, 30 juli 2022.
- Boudewijn Geets; Laurens Berentsen, "Sander Schimmelpenninck: 'Ik kan toch niet in mijn eentje het systeem veranderen?", Financieel Dagblad, 18 januari 2023.